# اودفیل
اودفیل (انگلیسی: Odfjell) شرکت ترابرد باری نروژی است، که در سال ۱۹۱۴ تأسیس شد.